# Вулиця Ткалчичева

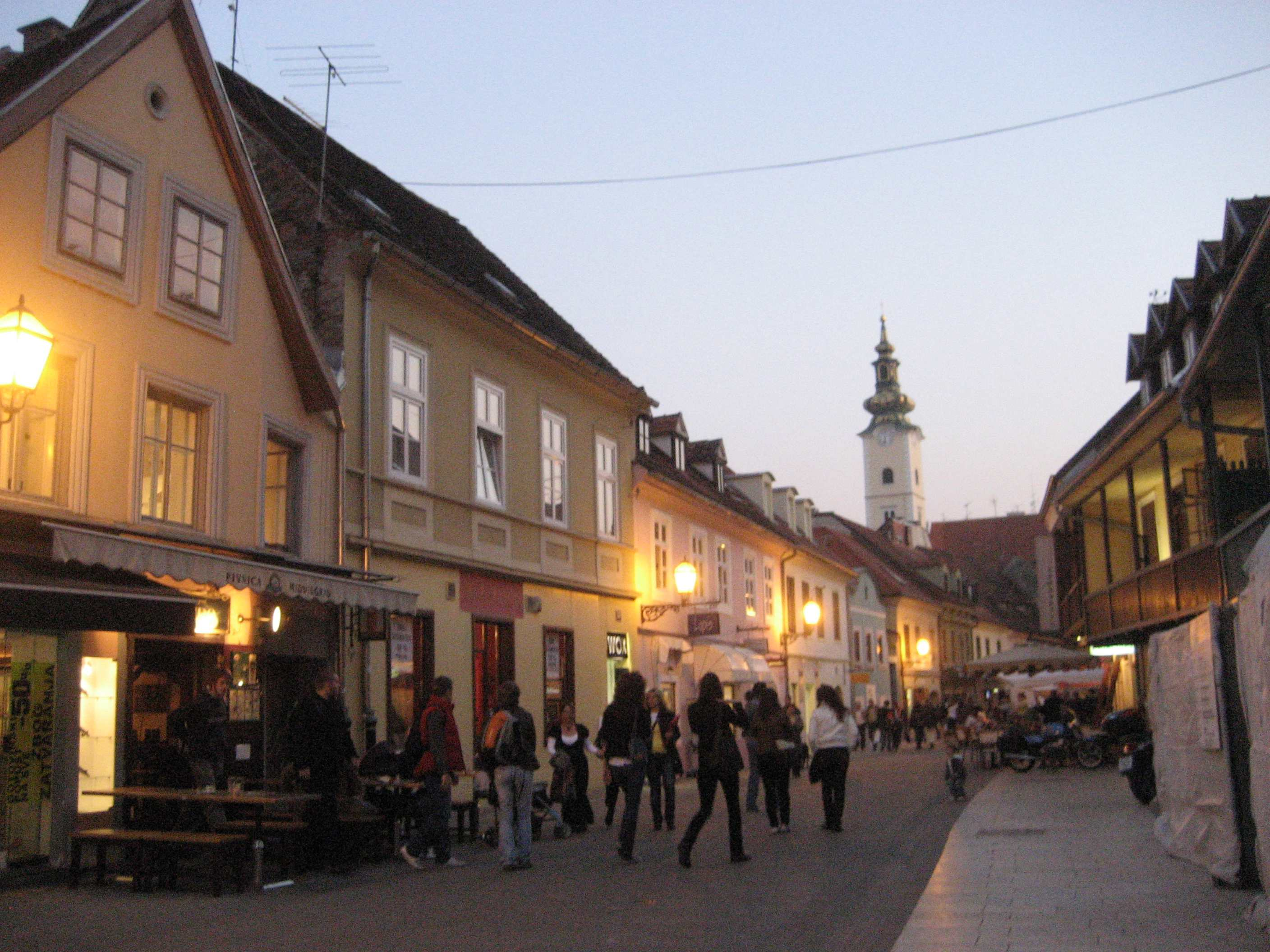
Нічне життя вулиці

Ткалчичева вулиця (хорв. Tkalčićeva ulica, офіційно: вулиця Івана Ткалчича, хорв. Ulica Ivana Tkalčića) — пішохідна вулиця у столиці Хорватії Загребі, в його історичному центрі. Відома в народі як «Ткалча» (хорв. Tkalča). Простягаючись на північ від вулиці Під муром (хорв. Ulica Pod zidom), що біля центральної міської площі бана Єлачича, до вулиці Мала (хорв. Mala ulica), вона пролягає між Верхнім містом на заході та Каптолом на сході. Адміністративно належить до міського району Горній град — Медвещак. Раніше утворювала громаду «Август Цесарець», розпущену 1994 року. За даними перепису Хорватії 2001 року, на вулиці проживає 1591 мешканець.
Головна розважальна вулиця міста з пожвавленим нічним життям. Відома і своєю мальовничою архітектурою. Маючи широкий вибір ресторанів, кав'ярень, пабів і бутиків, є однією з туристичних принад міста.

## Історія
Століттями до появи сьогоднішньої вулиці по її маршруту протікав струмок Медвещак. Ручай, який у ті часи звався також Цріквенік (хорв. Crikvenik) або Цірквенік (хорв. Cirkvenik), був із перших днів міста осереддям загребської промисловості, породивши численні водяні млини, які зумовили розвиток міської промисловості, що в свою чергу привело до будівництва першої загребської сукновальні, миловарні, папірні та гуральні, а пізніше і шкіряного виробництва. Водяні млини часто були предметом чвар між двома спорідненими містами Каптолом і Градецем. Мирний договір 1392 року заборонив будівництво нових водяних млинів уздовж спільної ділянки міських меж — між сьогоднішнім південним кінцем вулиці Медведградської та площею бана Єлачича, залишаючи тільки два млини у межах міста. Обидва млини належали цистерціанському монастирю. Однак вони обидва були знесені під час засипання струмка 1898 року.

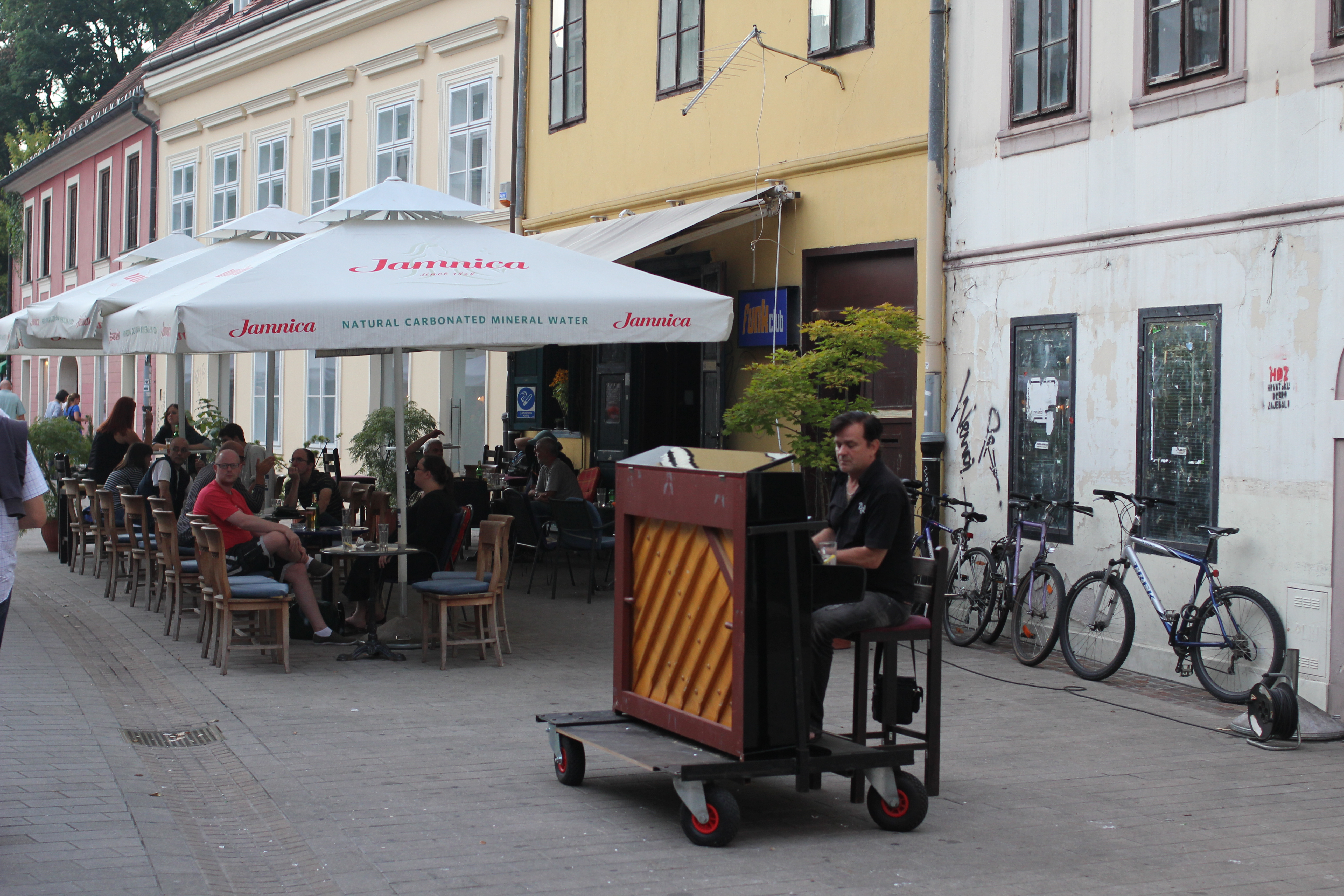
Вуличний піаніст на Ткалчичевій вулиці.

Хоча обабіч струмка проживали люди і раніше, 1898 року внаслідок засипання виникла повноцінна вулиця, яку влучно назвали вулицею Потік (хорв. Ulica Potok). Більшість будинків датовані XVIII або XIX сторіччям, а сама вулиця була покрита гравієм з річки Сави, видобутим у Трнє. Приблизно в середині ХХ століття її осучаснили та заасфальтували. Пов'язана зі струмком промисловість швидко перевтілилася у дрібні підприємства та крамнички.
За деякими писемними джерелами, перевтілення в долині струмка Медвещак затіяв 1900 року архітектор Мілан Ленуччі. У 1908 році деякі з його задумів щодо вулиці Потік відобразив у своїх начерках Верхнього міста, Каптола та інших міських районів архітектор Віктор Ковачич. 1913 року вулицю Потік перейменували на Ткалчичеву на честь загребського історика XIX сторіччя Івана Ткалчича, який походив із сусідньої вулиці Нова Весь.

## Район червоних ліхтарів
На рубежі ХХ століття проституція була легальною. У Загребі її рекламували як туристичну принаду і вона вносила свій вклад в економіку міста. Вулиця Ткалчичева була головним осереддям публічних будинків. На якомусь етапі кожна друга будівля була борделем. Щоб відкрити будинок розпусти, власник мав зареєструватись у ратуші та одержати ліцензію, яка вимагала гарного керування закладом і надання якісних послуг. Жінки, які працювали там, повинні були двічі на тиждень проходити медичний огляд. Борделі не мали права афішувати свою присутність, але їм дозволили встановити знадвору скромний, незвично забарвлений ліхтар.
Найвідомішим і найдорожчим борделем був «У зеленої лампи» (хорв. Kod Zelene Lampe). Вуличні борделі продовжували працювати до Другої світової війни.

## Паблік-арт
- На Ткалчичевій стоїть статуя Марії Юрич Загорки[1] — феміністки та першої в Хорватії жінки-журналістки. Встановлена 1991 року, скульптор — Степан Грачан.[11][12]
- За статуєю Марії Юрич Загорки на фасаді будинку є ще одна з головних прикмет і символів вулиці — цілком робочий сонячний годинник, датований 1972 роком.[12]